# Variations d'une fonction
En mathématiques, les variations d'une fonction réelle d'une variable réelle sont le caractère croissant ou décroissant des restrictions de cette fonction aux intervalles sur lesquels elle est monotone. Ces informations sont couramment rassemblées dans un tableau de variations.
Lorsqu'une fonction est dérivable, ses variations peuvent être déterminées à l'aide du signe de sa dérivée.

## Notations et tableaux
Une variation croissante est symbolisée par une flèche droite dirigée vers le haut à droite, tandis qu'une variation décroissante est symbolisée par une flèche dirigée en bas à droite. Le cas d'une fonction constante sur un intervalle est éventuellement noté par une flèche horizontale dirigée vers la droite.
La juxtaposition de ces flèches dans l'ordre d'occurrence des variations donne ainsi l'allure de la courbe représentative de la fonction, notamment dans un tableau de variations. En dehors de ce contexte, il peut arriver que la stricte monotonie soit précisée en répétant le symbole fléché.

## Fonctions élémentaires
Les variations des fonctions affines sont directement issues des règles arithmétiques suivantes :
- l'addition ou la soustraction d'une constante (quel que soit son signe) ne change pas le sens d'une inégalité ;
- la multiplication par une constante positive ne change pas le sens d'une inégalité ;
- la multiplication par une constante négative renverse le sens d'une inégalité ;

Par conséquent, une fonction affine de coefficient directeur positif (telle la fonction identité) est croissante sur tout son domaine de définition. Inversement, une fonction affine de coefficient directeur négatif est toujours décroissante.
Lorsqu'une fonction est affine (de la forme f(x) = ax + b), on a trois possibilités.
| si {\displaystyle a>0}                                                                                              |  | si {\displaystyle a=0} |  | si {\displaystyle a<0}                                                                                              |
| {\displaystyle {\begin{array}{\|c\|c\|}\hline x&-\infty \quad +\infty \\\hline ax+b&\nearrow \\\hline \end{array}}} |  | {\displaystyle {\begin{array}{\|c\|c\|}\hline x&-\infty \quad +\infty \\\hline ax+b&\longrightarrow \\\hline \end{array}}} |  | {\displaystyle {\begin{array}{\|c\|c\|}\hline x&-\infty \quad +\infty \\\hline ax+b&\searrow \\\hline \end{array}}} |

Une identité remarquable peut être utilisée pour démontrer que la fonction carré est décroissante sur l'ensemble des réels négatifs et croissante sur l'ensemble des réels positifs.
La positivité du produit et la mise au même dénominateur permet de montrer que la fonction inverse est décroissante sur l'ensemble des réels strictement positifs. Par changement de signe à la source et au but, la fonction est également décroissante sur l'ensemble des réels strictement négatifs mais elle ne l'est pas globalement sur l'ensemble des réels non nuls.

## Fonctions composées
Si une fonction est monotone sur un intervalle I à valeurs dans un intervalle J et si une fonction g est monotone sur J, alors la composée g ∘ f est monotone sur I et son sens est donné par une règle analogue à la règle des signes : si les deux fonctions ont le même sens de variation alors leur composée est croissante ; si elles sont de sens de variation contraires alors leur composée est décroissante.

## Fonction dérivable
Si une fonction est dérivable sur un intervalle et de dérivée positive alors la fonction est croissante sur cet intervalle.
Par ailleurs, si une fonction croissante sur un intervalle ouvert ]a , b[ (non nécessairement dérivable) est définie et continue en a (resp. b, a et b) alors elle est croissante sur [a , b[ (resp. ]a , b], [a , b]).
De même en remplaçant « dérivée positive » par « dérivée négative » et « croissante » par « décroissante ».
Prenons pour exemple la fonction {\displaystyle f:x\mapsto 2x^{2}+3x+5} définie sur ℝ. 
{\displaystyle {\operatorname {d} f \over \operatorname {d} x}(x)=f'(x)=4x+3}
{\displaystyle \forall x\in ]-\infty ;-0,75[,f'(x)>0}
{\displaystyle f'(x)=0\Leftrightarrow x=-0,75}
{\displaystyle \forall x\in ]-0.75;+\infty [,f'(x)<0}
Ainsi, on obtient le tableau suivant qui montre le lien entre la variation d'une fonction f et le signe des valeurs de sa dérivée f'.
| {\displaystyle {\begin{array}{\|c\|c\|}\hline x&-\infty \quad -0,75\quad +\infty \\\hline {\text{signe de }}{\operatorname {d} \!f \over \operatorname {d} \!x}(x)&-\quad \quad 0\quad \quad +\\\hline {\text{variations de }}f&\searrow \quad \quad \quad \quad \nearrow \\\hline \end{array}}} |